# Pratiche commerciali scorrette
La disciplina delle pratiche commerciali scorrette e la riscrittura delle regole relative alla pubblicità ingannevole e comparativa è contenuta rispettivamente nei decreti legislativi nn. 146 e 145 del 2 agosto 2007, entrambi entrati in vigore il 21 settembre 2007, attuativi della Direttiva 2005/29/CE, relativa alle pratiche commerciali sleali tra imprese e consumatori nel mercato interno, che modifica le Direttive 84/450/CEE, 97/7/CE, 98/27/CE, 2002/65/CE, e il Regolamento (CE) n. 2006/2004 in materia di pubblicità ingannevole e comparativa.
Il D.Lgs. 146/07 ha completamente sostituito l'intero titolo III della parte II del D.Lgs. 6 settembre 2005, n. 206 (cosiddetto Codice del consumo, abbreviato: cod. cons.), prima intitolato alla pubblicità ed altre comunicazioni commerciali, introducendo il nuovo concetto di pratiche commerciali unitamente ad una disciplina del tutto nuova.
La vecchia disciplina della pubblicità ingannevole e comparativa non è stata tuttavia abrogata ma leggermente modificata e stralciata dal D.Lgs. 145/07; essa si applica ora limitatamente ai rapporti tra professionisti concorrenti, nei quali il consumatore non è, almeno direttamente, coinvolto.

## Definizioni
La pratica commerciale  è dunque una qualsiasi azione, omissione, condotta, o dichiarazione, comunicazione commerciale (compresa la pubblicità e la commercializzazione del prodotto), posta in essere da un professionista in relazione alla promozione, vendita o fornitura di un bene o servizio ai consumatori.
L'art. 20 cod. cons. vieta le pratiche commerciali scorrette; una pratica diventa scorretta e perciò illegale se è contraria alla diligenza, ed è falsa o idonea a falsare il comportamento economico del consumatore che essa raggiunge, inducendolo a prendere una decisione che non avrebbe altrimenti preso.
Le nuove regole si applicano alle pratiche commerciali prima, durante e dopo un'operazione commerciale relativa a un prodotto o servizio. Oltre alla pubblicità vengono sottoposte a queste regole anche promozioni, comunicazioni, contratti, offerte, ecc.
Rientrano tra le pratiche commerciali scorrette le forniture non richieste relative a contratti attivati a distanza (artt. 50 ss. cod. cons.) e i servizi finanziari non richiesti relativi a contratti attivati a distanza (es. bancari, finanziari, assicurativi).
Le pratiche commerciali scorrette possono essere qualificate in ingannevoli o aggressive.

## Pratiche ingannevoli
Una pratica commerciale è da considerarsi ingannevole se contiene informazioni non corrette o non corrispondenti al vero (art. 21 cod. cons.) o, anche se corretta, che in qualsiasi modo, anche nella sua presentazione complessiva, induce o è idonea ad indurre in errore il consumatore, inducendolo a prendere una decisione che non avrebbe altrimenti preso, avendo riguardo ad uno o più elementi quali ad esempio:
- l'esistenza o la natura del prodotto;
- le caratteristiche principali del prodotto;
- il prezzo o il modo in cui questo è calcolato.

Una pratica commerciale è inoltre ingannevole se omette informazioni rilevanti (art. 22 cod. cons.) di cui il consumatore ha bisogno per prendere una decisione oppure occulta o presenta in modo oscuro, incomprensibile, ambiguo o intempestivo le informazioni rilevanti di cui il consumatore ha bisogno per prendere una decisione.
Sono considerate in ogni caso ingannevoli le pratiche commerciali descritte dall'art. 23 cod. cons., tra cui:
- l'affermazione non corrispondente al vero, da parte di un professionista, di essere firmatario di un codice di condotta;
- esibire un marchio di fiducia, di qualità o un marchio equivalente senza aver ottenuto la necessaria autorizzazione;
- invitare all'acquisto di prodotti ad un determinato prezzo senza rivelare l'esistenza di ragionevoli motivi.

## Pratiche aggressive
Una pratica commerciale è da considerarsi aggressiva se, tenuto conto di tutte le circostanze del caso (art. 24 cod. cons.), mediante molestie, coercizione, compreso il ricorso alla forza fisica, o indebito condizionamento (ad es. lo sfruttamento di una posizione di potere per esercitare pressioni), limita o è idonea a limitare considerevolmente la libertà di scelta o di comportamento del consumatore, tanto da indurlo a prendere una decisione che altrimenti non avrebbe preso.
Rientrano in questo ambito, per esempio, tutti i casi in cui i venditori facciano uso di minacce fisiche o verbali, sfruttino qualsivoglia evento tragico o fatto grave per influenzare il consumatore, pongano ostacoli - non previsti da un contratto - onerosi o sproporzionati alla libertà del consumatore di far valere i propri diritti contrattuali, minaccino di promuovere azioni legali in modo temerario o palesemente infondato.
Sono considerate in ogni caso aggressive le pratiche commerciali descritte dall'art. 26 cod. cons., tra cui:
- creare l'impressione che il consumatore non possa lasciare i locali commerciali fino alla conclusione del contratto;
- effettuare visite presso l'abitazione del consumatore, ignorando gli inviti del consumatore a lasciare la sua residenza o a non ritornarvi;
- effettuare ripetute e non richieste sollecitazioni commerciali per telefono, via fax, per posta elettronica o mediante altro mezzo di comunicazione a distanza.

## Tutela amministrativa e giurisdizionale
Per la repressione delle pratiche commerciali scorrette è competente l'Autorità garante della concorrenza e del mercato (AGCM), la quale può agire d'ufficio o su istanza di ogni soggetto o organizzazione che ne abbia interesse (art. 27 cod. cons.).

### Tutela amministrativa
L'AGCM vigila sulla comunicazione commerciale, inibisce la continuazione delle pratiche commerciali scorrette e ne elimina gli effetti; essa ha poteri investigativi ed esecutivi e può avvalersi della collaborazione della Guardia di finanza; in caso di diffusione della pratica commerciale attraverso i mass-media l'AGCM, prima di provvedere, deve richiedere il parere dell'Autorità per le garanzie nelle comunicazioni.
L'AGCM può:
- disporre con provvedimento motivato la sospensione provvisoria delle pratiche commerciali scorrette;
- richiedere al proprietario del mezzo di comunicazione che ha diffuso la pratica ogni informazione idonea ad identificare il committente;
- richiedere a imprese, enti o persone informazioni e documenti rilevanti ai fini dell'accertamento dell'infrazione;
- richiedere al professionista indagato di fornire la prova dell'esattezza dei dati di fatto relativi alla pratica commerciale; se la prova fornita è insufficiente, i dati si considerano inesatti: è una vera e propria inversione legale dell'onere della prova;
- ottenere dal professionista l'impegno a porre fine all'infrazione, cessando la diffusione della pratica o modificandola, definendo il procedimento senza procedere all'accertamento dell'infrazione;
- vietare la diffusione della pratica non ancora divulgata o la continuazione di quella già iniziata, ordinando la pubblicazione della delibera anche comprensiva di una dichiarazione di rettifica;
- irrogare sanzioni amministrative pecuniarie che vanno da 2.000 euro fino a 500.000 euro in base alla gravità e alla durata della violazione;
- disporre, in caso di reiterata inottemperanza ai provvedimenti sanzionatori disposti, la sospensione dell'attività di impresa fino a 30 giorni.

### Tutela giurisdizionale
Contro le decisioni dell'AGCM si può proporre ricorso al Tribunale amministrativo regionale che ha su di esse giurisdizione esclusiva. Resta salva la giurisdizione dell'Autorità giudiziaria ordinaria in materia di concorrenza sleale, diritto d'autore e proprietà industriale.

### Autodisciplina
In alternativa alla disciplina statale si può invocare il Codice di autodisciplina della comunicazione commerciale, giunto alla 57ª edizione, in vigore dal 6 aprile 2013 (la prima è del 12 maggio 1966). Esso assicura che la comunicazione commerciale venga realizzata come servizio per il pubblico, con speciale riguardo alla sua influenza sui consumatori.
Il Codice di autodisciplina è applicato ed interpretato dal Giurì e dal Comitato di controllo, organi arbitrali istituiti dal Codice, che costituiscono ormai qualificati punti di riferimento nell'applicazione delle norme e dei princìpi in materia. Sono composti da personalità di riconosciuta levatura culturale e professionale scelte tra esperti di diritto, di problemi dei consumatori, di comunicazione.